# Verkehr in Litauen

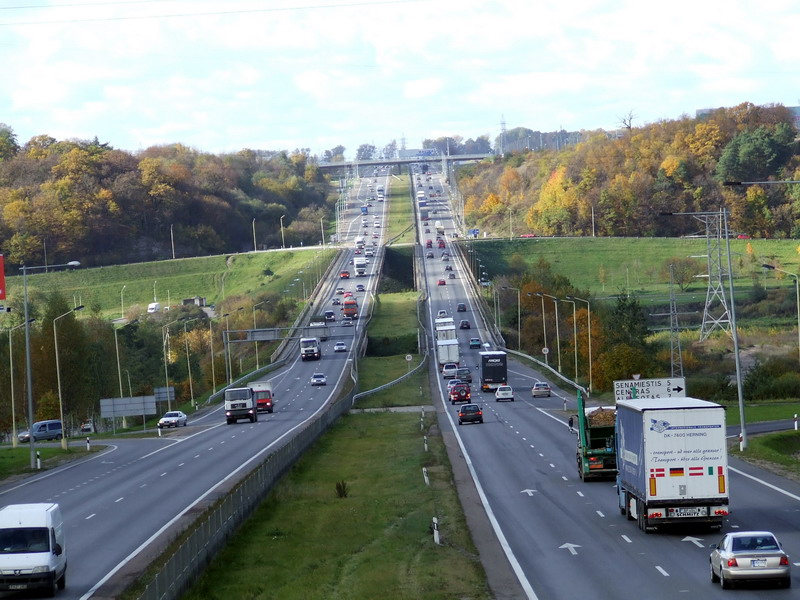
Die A1 bei Kaunas

Dieser Artikel behandelt die verschiedenen Verkehrsformen in Litauen.

## Modal Split
Der Güterverkehr in Litauen verteilt sich auf 61 % Güterkraftverkehr, 29 % Schienengüterverkehr und je 5 % Schifffahrt und Rohrleitungstransport. Die Güter werden zu 41 % importiert, zu 29 % innerhalb Litauen transportiert und zu 10 % exportiert. Die restlichen 20 % sind Güter im Transitverkehr.

## Straßenverkehr
Das überörtliche Straßennetz in Litauen verfügt eine Länge von 21.320 km: Zuständig für Bau und Erhaltung des überörtlichen Straßennetzes in Litauen ist das Staatsunternehmen Kelių priežiūra.
- Fernstraßen: 1.748 km, davon 309 km Autobahnen[3][4] Autobahnmäßig ausgebaut sind derzeit nur die Fernstraßen Magistralinis kelias A1 und Magistralinis kelias A12.
- Nationalstraßen: 4.946 km
- Regionalstraßen: 14.625 km

### Europastraßen

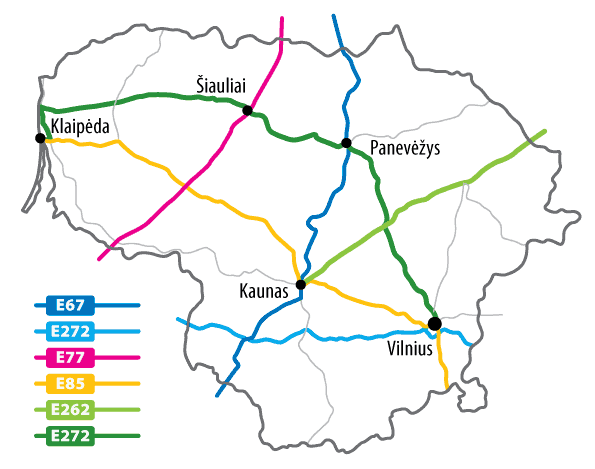
Europastraßen in Litauen

- Europastraße 28 (Berlin – Gdańsk – Kaliningrad – Marijampolė – Prienai – Vilnius – Minsk)
- Europastraße 67 (Helsinki – Tallinn – Riga – Panevėžys – Kaunas – Warschau – Breslau – Prag)
- Europastraße 77 (Pskow – Riga – Šiauliai – Varšuva – Krakau – Budapest)
- Europastraße 85 (Klaipėda – Kaunas – Vilnius – Lida – Černovcai – Bukarest – Gjumri)
- Europastraße 262 (Kaunas – Utena – Daugavpils – Rēzekne – Ostrava)
- Europastraße 272 (Vilnius – Panevėžys – Šiauliai – Palanga – Klaipėda)

### Fernstraßen
- Die Straßen tragen die Nummern A1 bis A21, davon sind die Straßen A17 bis A21 Ortsumgehungsstraßen. Siehe den Hauptartikel Liste der Fernstraßen in Litauen.

### Nationalstraßen
Die Nationalstraßen werden als krašto keliai bezeichnet und sind mit schwarzen Nummern auf gelbem Grund von K101 bis K233 gekennzeichnet.

### Regionalstraßen
Die Regionalstraßen werden als rajoniniai keliai bezeichnet. Sie tragen die Nummern R1001 bis R5349  (Kennzeichnung in weißer Schrift auf blauem Grund).

### Brücken
| Art         | Stück | Länge gesamt (in Meter) |
| ----------- | ----- | ----------------------- |
| Betonbrücke | 1.440 | 45.856                  |
| Stahlbrücke | 0.079 | 05.060                  |
| Holzbrücke  | 0.003 | 00.267                  |

## Schienenverkehr

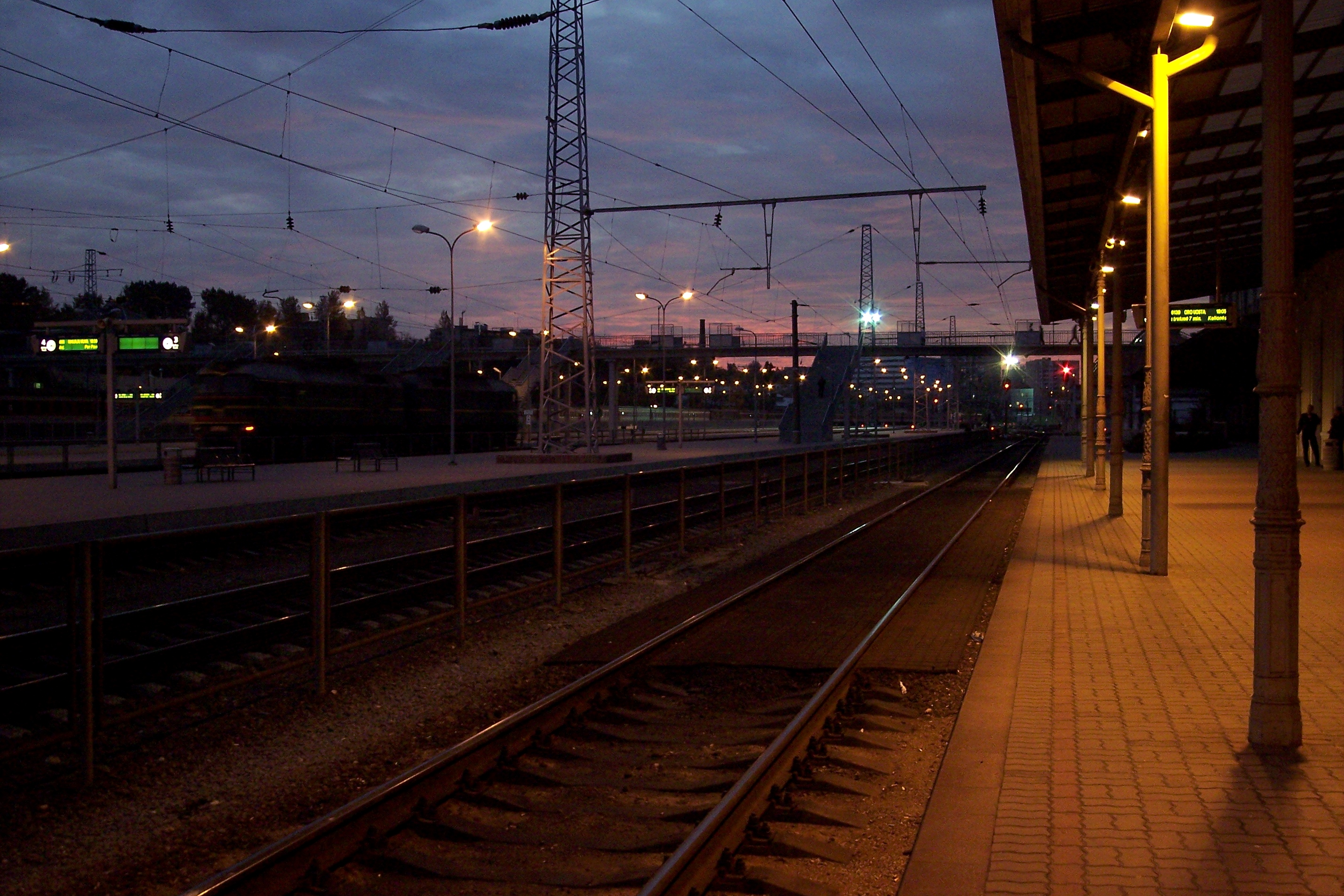
Bahnhof Vilnius

Das litauische Eisenbahnnetz verfügt eine Länge von 1924 Kilometern. Davon sind 156 km elektrifiziert. Die meisten Strecken sind in der russischen Breitspur von 1520 Millimetern gebaut.

## Flugverkehr
Litauen hat vier internationale Flughäfen:
- Flughafen Vilnius
- Flughafen Kaunas
- Flughafen Palanga
- Flughafen Šiauliai